# Педурень (Димбовіца)
Педурень, Педурені (рум. Pădureni) — село у повіті Димбовіца в Румунії. Входить до складу комуни Драгодана.
Село розташоване на відстані 69 км на північний захід від Бухареста, 14 км на південний захід від Тирговіште, 135 км на північний схід від Крайови, 96 км на південь від Брашова.

## Населення
За даними перепису населення 2002 року у селі проживали 239 осіб, усі — румуни. Усі жителі села рідною мовою назвали румунську.